# هنري ديفيس
هنري ديفيس (بالإنجليزية: Henry Davis)‏ (16 ديسمبر 1803 في المملكة المتحدة - 29 فبراير 1848 بليستر في المملكة المتحدة) هو لاعب كريكت بريطاني (وحمل سابقاً جنسية المملكة المتحدة لبريطانيا العظمى وأيرلندا).